# トルキスタン・シベリア鉄道

路線図

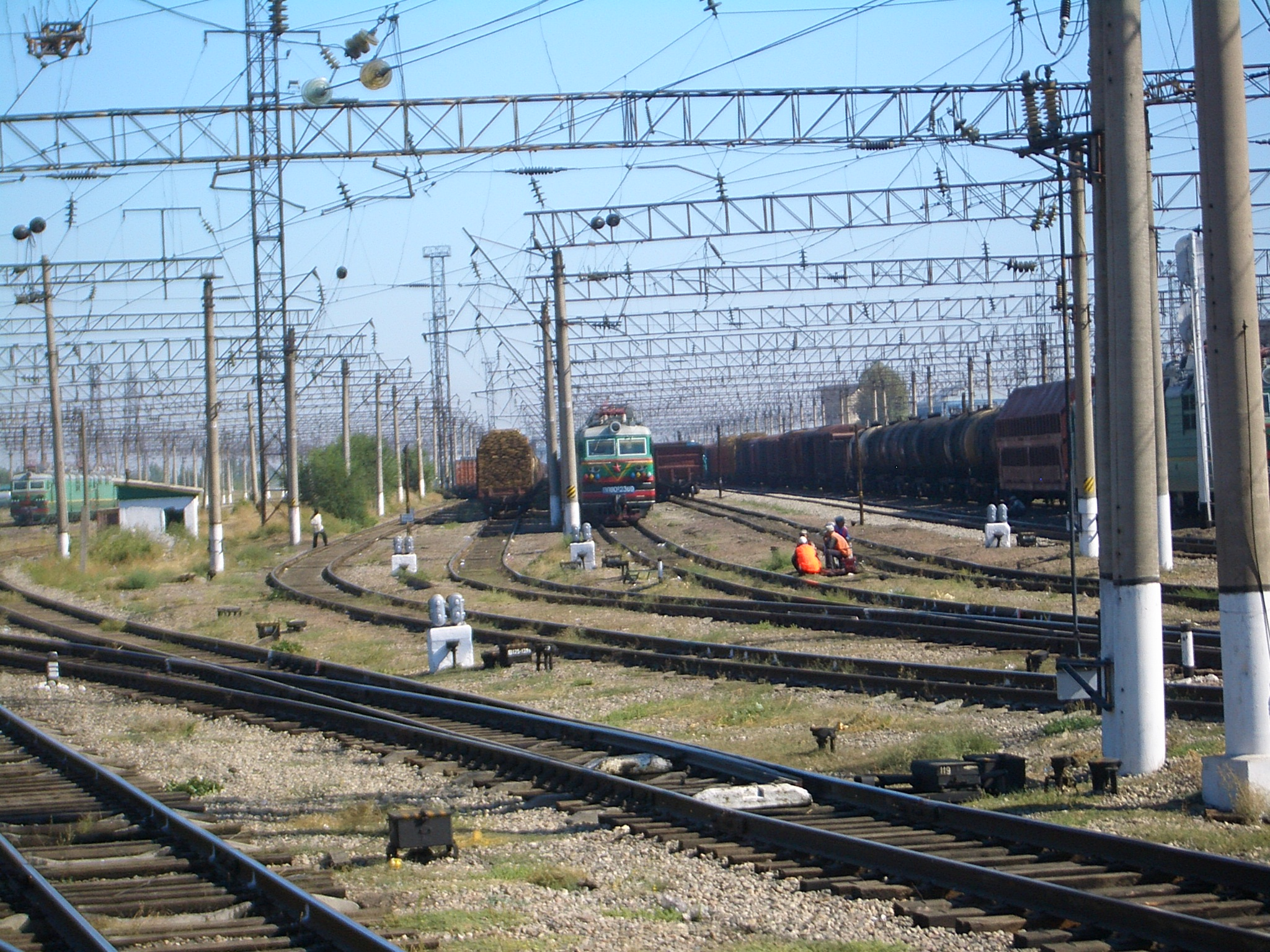
シュ分岐点。ここでトルキスタン・シベリア鉄道はカラガンダ、ヌルスルタン、ペトロパブルなどを結ぶカザフスタンの幹線と連絡する。

トルキスタン・シベリア鉄道（ロシア語: Туркестано-Сибирская магистраль）は、中央アジアとシベリアを結ぶ鉄道。トゥルクシブ（Турксиб）と略される。軌間はロシア式の広軌で1,520mm。ウズベキスタンのタシュケントとシベリアのノヴォシビルスクを結ぶ。
タシュケント北方のアルス（アルィーシ）で、トランス・アラル鉄道から分岐して、北東に進み、シムケント、タラズ、キルギスの首都ビシュケク、カザフスタン最大の都市・アルマトイを経て北に転じ、セメイを過ぎてロシアに入りバルナウルを経てノヴォシビルスクに至る路線。ノヴォシビルスクでシベリア鉄道に接続する。建設工事の多くは1926年から行われた。

## 歴史
シベリアとトルキスタン総督府を結ぶ鉄道構想は1886年には打ち出されたが、タシュケントとウラル山脈の都市・オレンブルクを結ぶトランス・アラル鉄道の建設に取って代わられた。その後、アルマトイのドゥーマは1896年に、トルキスタン・シベリア鉄道の建設の是非を調査する委員会を立ち上げた。その結果、トルキスタンの綿花をシベリアに輸送し、シベリアの穀物をフェルガナ盆地に輸送するのに有効で、中国との国境付近に軍隊を移動させるのにも有用なことが判明。1906年、帝政ロシアはバルナウルとタシュケント北部のアルスを結ぶ建設を決定した。ロシア人技術者は、ステップや半砂漠地帯に鉄道を敷設する研究を進めた。1915年にはノヴォシビルスクとセミパラチンスク（今日のセメイ）を結ぶ区間が「アルタイ鉄道」として着工される。残りの区間はフランスの資金提供でロシアの民間企業が建設する予定であったが、第一次世界大戦で計画は中断。十月革命以降、10年間以上、工事は中断される。またアレクサンドル・コルチャーク指揮下の白軍が1918年から1919年建設した140kmの区間は破壊された。
残っていた1､442kmの全線が完成したのは第一次五ヶ年計画の期間中の1930年で、鉄道建設を描いたドキュメンタリー映画「トゥルクシブ」が製作されるなど華々しく宣伝された。
工事は、イングリアを追放されたエストニア人やフィンランド人などスターリンによってグラグに収容された人々の手による。タシュケントからセミパラチンスクへの最初の機関車は、アルマトイに保存されている。
トルキスタン・シベリア鉄道開通後、シュで合流するカザフスタンの南北の幹線（カラガンダ、ヌルスルタン、ペトロパブルなどを結ぶ）が開通した。
1990年には、アルマトイとセメイの間のアクトガイ駅に新線が接続した。ここから東に向かうと、ドストゥク（ドルージュバ）から中国に入り新疆ウイグル自治区の阿拉山口駅に至り、北疆線に繋がる。一方、西に向かうとカザフスタンのバルハシやカラガンダに至る。

## 駅一覧
（主要駅のみ掲載）
- 本線：ノヴォシビルスク - ベルツク - イスキチム - チェレパノヴォ - ノヴォアルタイスク - バルナウル - アレイスク - ルプツォフスク - ロコチ - (ロシア・カザフスタン国境) - セメイ - チャルスク - アヤゴズ - アクトガイ - アクバルィク - ウシュトベ - コクス - アイナ・ブラク - サリ・オゼク - カプチャガイ - ジェティゲン - アルマトイ1駅 （→アルマトイ2駅） - オタル - シュ - ルゴヴォイ - タラズ - シムケント - アルス  - (カザフスタン・ウズベキスタン国境) - タシュケント
- ドストゥク支線：アクトガイ - ベスコリ - ドストゥク - (カザフスタン・中国国境) - 阿拉山口（→北疆線）
- アルティンコリ支線：ジェティゲン - チリク - アルティンコリ - (カザフスタン・中国国境) - コルガス（→精伊霍線）
- ビシュケク支線(de:Bahnstrecke Lugowoi–Bischkek)：ルゴヴォイ - メルケ - (カザフスタン・キルギス国境) - カインディ - カラバルタ - ベロヴォドスコエ - ビシュケク1駅 - ビシュケク2駅
- ビシュケク・バルイクチ支線(de:Bahnstrecke Bischkek–Balyktschy)：ビシュケク2駅 - カント - トクマク - バルイクチ